# Walter Rollwagen
Walter Rollwagen (* 7. Juli 1909 in Bayreuth; † 10. Dezember 1993 in München) war ein deutscher Physiker und Professor an der Ludwig-Maximilians-Universität München.

## Laufbahn und Forschungsgebiete
Nach einem Studium der Physik an den Universitäten Göttingen und München promovierte Rollwagen bei Walther Gerlach mit der Arbeit Potentialmessung an Fadenstrahlen. Mit einer Schrift zur Spektroskopie habilitierte er sich 1939. Die gemeinsam mit Gerlach entwickelten spektralanalytischen Verfahren fanden Anwendung in der Metallindustrie bei der Analyse von Legierungen; Geräte dafür brachte Rollwagen ab 1939 als Mitarbeiter der Optischen Werke C. A. Steinheil Söhne zur Serienreife.
1949 wurde Rollwagen außerplanmäßiger Professor an der Ludwig-Maximilians-Universität München, 1950 zum außerordentlichen Professor ernannt. Nachdem er 1952 einen Lehrstuhl für Experimentalphysik in München erhalten hatte, baute er als Direktor das dortige Zweite Physikalische Institut auf. Als Baureferent der Universität arbeitete Rollwagen daneben am Wiederaufbau von im Zweiten Weltkrieg zerstörten Lehr- und Forschungseinrichtungen. Von 1955 bis 1961 stand die Universitäts-Sternwarte in Bogenhausen unter kommissarischer Leitung Rollwagens.
Außer zur Spektroskopie forschte Rollwagen zu Energieverlusten in Festkörpern.

## Mitgliedschaften
- Bayerische Akademie der Wissenschaften, ab 1965; Präsident von 1977 bis 1979
- Deutsche Akademie der Naturforscher Leopoldina, ab 1978[2]